# Konrad Wagner
Konrad Wagner (25 settembre 1932 – 25 novembre 1996) è stato un calciatore tedesco orientale dal 1990 tedesco, di ruolo difensore.

## Statistiche

### Cronologia presenze e reti in Nazionale
| Cronologia completa delle presenze e delle reti in nazionale ― Germania Est | Cronologia completa delle presenze e delle reti in nazionale ― Germania Est | Cronologia completa delle presenze e delle reti in nazionale ― Germania Est | Cronologia completa delle presenze e delle reti in nazionale ― Germania Est | Cronologia completa delle presenze e delle reti in nazionale ― Germania Est | Cronologia completa delle presenze e delle reti in nazionale ― Germania Est | Cronologia completa delle presenze e delle reti in nazionale ― Germania Est | Cronologia completa delle presenze e delle reti in nazionale ― Germania Est |
| Data                                                                        | Città                                                                       | In casa                                                                     | Risultato                                                                   | Ospiti                                                                      | Competizione                                                                | Reti                                                                        | Note                                                                        |
| --------------------------------------------------------------------------- | --------------------------------------------------------------------------- | --------------------------------------------------------------------------- | --------------------------------------------------------------------------- | --------------------------------------------------------------------------- | --------------------------------------------------------------------------- | --------------------------------------------------------------------------- | --------------------------------------------------------------------------- |
| 21/06/1959                                                                  | Berlino                                                                     | Germania Est                                                                | 0 – 2                                                                       | Portogallo                                                                  | Qual. Euro 1960                                                             | -                                                                           |                                                                             |
| 28/06/1959                                                                  | Porto                                                                       | Portogallo                                                                  | 3 – 2                                                                       | Germania Est                                                                | Qual. Euro 1960                                                             | -                                                                           |                                                                             |
| 06/09/1959                                                                  | Helsinki                                                                    | Finlandia                                                                   | 3 – 2                                                                       | Germania Est                                                                | Amichevole                                                                  | -                                                                           |                                                                             |
| 04/09/1963                                                                  | Magdeburgo                                                                  | Germania Est                                                                | 1 – 1                                                                       | Bulgaria                                                                    | Amichevole                                                                  | -                                                                           |                                                                             |
| Totale                                                                      |                                                                             | Presenze                                                                    | 4                                                                           |                                                                             | Reti                                                                        | 0                                                                           |                                                                             |